# Gavin Hastings
Gavin Hastings (Edimburgo, Escocia, 3 de enero de 1962) es un exjugador escocés de rugby que se desempeñaba como fullback.
Gavin Hastings jugó con el XV del cardo las primeras tres Copas del Mundo y fue capitán en 20 ocasiones. También fue parte de los Lions en las giras de Australia 1989 y Nueva Zelanda 1993, siendo capitán en esta última y el máximo anotador de puntos en ambas. Desde 2003 es miembro del Salón de la Fama del Rugby.

## Biografía
Hermano mayor de Scott Hastings, debutó en el seleccionado nacional en 1986. Jugó al fútbol americano para los Scottish Claymores de la WLAF en 1996, a los que ayudó a ganar el World Bowl IV.

## Leones británicos-irlandeses
Fue convocado a los leones británico-irlandeses para la exitosa gira frente a Australia de 1989 (1-2), donde fue el máximo anotador con 28 puntos y para la gira frente a Nueva Zelanda de 1993 (2-1), fue el capitán de los Lions y consecutivamente el mayor anotador con 38 puntos.

### Participaciones en Copas del Mundo
Disputó la Copa del Mundo de Rugby de Nueva Zelanda 1987 perdiendo en cuartos de final con los que serían campeones: los All Blacks. Cuatro años más tarde, en Inglaterra 1991, contribuyó en la mejor actuación de Escocia en un Mundial: ganaron su grupo cómodamente con victorias frente a Japón 47-9, Zimbabue 51-12 e Irlanda 24-15. En cuartos de final ganaron 28-6 a Samoa; perdieron en semifinales en un parejo partido ante el anfitrión, el XV de la rosa, por 13-9 y luego fueron derrotados por Nueva Zelanda en el partido por el tercer puesto. Jugó su último Mundial en Sudáfrica 1995, donde Escocia fue derrotada nuevamente por los All Blacks en cuartos de final.
| Mundial                       | Sede          | Resultado        | PJ | Pts |
| ----------------------------- | ------------- | ---------------- | -- | --- |
| Copa Mundial de Rugby de 1987 | Nueva Zelanda | Cuartos de final | 4  | 38  |
| Copa Mundial de Rugby de 1991 | Inglaterra    | Cuarto puesto    | 6  | 74  |
| Copa Mundial de Rugby de 1995 | Sudáfrica     | Cuartos de final | 4  | 94  |